# Don Raye
Don Raye (nascido em Donald MacRae Wilhoite Jr., 16 de março de 1909 – 29 de janeiro de 1985) foi um vaudeviliano e compositor americano, mais conhecido por suas canções para The Andrews Sisters, como "Beat Me Daddy, Eight to the Bar", "The House of Blue Lights", "Just for a Thrill" e "Boogie Woogie Bugle Boy". Este último foi co-escrito com Hughie Prince.
Embora conhecido por esses números de novidade, ele também escreveu a letra de "You Don't Know What Love Is", um lamento simples e poético de poder incomum. Ele também compôs a música "(That Place) Down the Road a Piece", uma de suas músicas de boogie woogie, que possui um ritmo de boogie médio e brilhante. Foi escrita para a Will Bradley Orchestra, que a gravou em 1940, mas a música estava destinada a se tornar um padrão de rock and roll, gravado pelos Rolling Stones, Chuck Berry, Jerry Lee Lewis, Foghat, Amos Milburn, Harry Gibson e inúmeros outros. Em 1940, ele escreveu a letra da música patriótica "This Is My Country".
Em 1985, Don Raye foi introduzido no Hall da fama dos compositores.

## História
Raye começou sua carreira como dançarino, ganhando o "Virginia State Dancing Championship". Ele começou a trabalhar em vaudeville como um "homem da música e da dança", muitas vezes escrevendo suas próprias músicas para seu ato. Em 1935, começou a trabalhar como compositor, colaborando com os compositores Sammy Cahn e Saul Chaplin e com o saxofonista e líder de banda Jimmie Lunceford.
Seu grande sucesso com "Beat Me Daddy, Eight to the Bar" (co-escrito com o baterista de Bradley, Ray McKinley) levou Raye a escrever músicas de acompanhamento, em colaboração com Hughie Prince: "Scrub Me Mama, with a Boogie Beat" e "Bounce Me Brother, with a Solid Four". Raye e Prince assinaram contrato com a Universal Pictures para marcar comédias musicais com The Andrews Sisters, os Ritz Brothers e Abbott & Costello; o trio de Andrews gravou algumas das composições de Raye-Prince para a Decca Records. Raye e Prince também escreveram um sucesso ousado e best-seller, "She Had to Go and Lose It at the Astor".
Raye ingressou no Exército dos Estados Unidos em 1941 e serviu na Segunda Guerra Mundial. Ao retornar, ele retomou as composições em Hollywood e trabalhou ao lado de Gene de Paul no Universal Studios, escrevendo o hit Dinah Shore de "Daddy-O, I'm Gonna Teach You Some Blues". O maior sucesso deles foi "I'll Remember April". Ele escreveu músicas originais para The Adventures of Ichabod and Mr. Toad, de Walt Disney, além de A Song Is Born. Raye e de Paul também escreveram "Beware the Jabberwock", uma música de Alice in Wonderland da Disney, que não foi incluída na versão final do filme. Uma demo foi gravada e está incluída nos lançamentos em DVD de 2004 e 2010 do filme da Disney.
Raye co-escreveu "The Ballad of Thunder Road" com seu roteirista e astro Robert Mitchum. A versão de Robert Mitchum da música não apareceu no filme Thunder Road de 1958, mas foi lançada pela Capitol Records.
Ele co-escreveu "The House of Blue Lights" em 1946 com Freddie Slack, uma música que foi gravada originalmente por Freddie Slack com Ella Mae Morse nos vocais, por The Andrews Sisters, Merrill Moore (1952), Chuck Miller (1955), Chuck Berry, George Thorogood e os Destruidores, Adormecido ao volante e Jerry Lee Lewis.

## Publicações
Em 1971, a Charles E. Tuttle Company publicou Like Haiku, de Raye, uma coleção de poemas. Ele os chamou de "não-haikus" no verdadeiro sentido. Eles são 'como' haiku. O haiku de um compositor ocidental. Eu apenas usei essa forma rigorosa para enquadrar minhas próprias imagens de admiração, meus momentos de consciência daquelas coisas que me fizeram sentir".[carece de fontes?]